# Готхатеа (Хунедоара)
Готхатеа (рум. Gothatea) насеље је у Румунији у округу Хунедоара у општини Гурасада. Oпштина се налази на надморској висини од 173 m.

## Становништво
Према подацима из 2002. године у насељу је живело 273 становника.

### Попис2002.
| Расподела становништва по националности 2002.‍ | Расподела становништва по националности 2002.‍ | Расподела становништва по националности 2002.‍ | Расподела становништва по националности 2002.‍ | Расподела становништва по националности 2002.‍ |
| --------------------------------------------- | --------------------------------------------- | --------------------------------------------- | --------------------------------------------- | --------------------------------------------- |
|                                               |                                               |                                               |                                               |                                               |
| Румуни                                        | Румуни                                        |                                               | 267                                           | 98,2%                                         |
| Мађари                                        | Мађари                                        |                                               | 5                                             | 1,8%                                          |